# キャメロン・ミッチェル (俳優)
キャメロン・ミッチェル（Cameron Mitchell、1918年11月4日 - 1994年7月6日）は、アメリカ合衆国の俳優。

## 出演作品
- 風の向こうへ
- 獣人ヒューアニマ
- 爆走モトクロスの青春
- 拷問警察ミリタリー・コップ
- スペース・ミューティニー
- ミュータント・ウォー
- コードネーム・ウルフ
- デッドリー・プレイ／地獄のプラトーン
- デッドチェイス'90・地獄のハイウェイ（テレビタイトル）レッド・ゾーン／FBI全開指令（ビデオタイトル）
- バトル・ウォーズ
- ハリウッド・コップ
- ナイトフォース／若き戦士たち
- 必殺カンフー ロー・ブロウ
- 魔性の囁き／悪夢と幻想の四章
- テラー・オン・テープ
- ネフレイティスの秘宝
- 必殺コマンド
- 悪夢の銀河鉄道／ナイト・トレイン・トゥ・テラー
- キルポイント
- 荒野のギャンブラー II
- ブラッド・リンク
- ハリウッド・スキャンダル／悦楽の昼と夜
- 熱砂の死闘
- バトル・フォース
- 悪魔のいる渚／サイレントスクリーム
- 危機一髪!恐怖のロープウェイ
- スーパーソニックマン
- ニンジャリアン
- スレイバーズ／自由への旅立ち
- ポリスストーリー／親友の殉職
- スウォーム（トンプソン将軍）
- 医師ジョナサン
- 戦慄!病院襲撃
- ビバ・ニーベル
- 大洪水
- 悪魔の祭壇・血塗られた処女
- 真夜中の男
- クランスマン
- 惑星テラ
- メドゥーサ
- シンジケート・キラー
- ブラック・ライダー
- 謎のジェット戦斗機
- 華麗なる泥棒
- 警部マクロード／顔のない肖像
- スタジアム乱射事件
- ジャック・ニコルソンの ダーティ・ライダー
- ナイトメアーワックス
- ハイ・シャパラル
- 大激戦・輝ける勇者たち
- 旋風の中に馬を進めろ（ヴァーン）
- 太陽の中の対決
- 野獣ども地獄へ行け
- ミネソタ無頼
- モデル連続殺人!
- 怒れ!バイキング
- バイキングの復讐
- 海賊王バイキング
- 栄光の果てに
- 白い丘
- 二人の可愛い逃亡者
- テーブル・ロックの決闘
- さらばポンペイ
- 回転木馬
- 情欲の悪魔
- たくましき男たち
- 東京暗黒街・竹の家
- 荒野の貴婦人
- ゴリラの復讐
- デジレ
- 悪の花園（ルーク・デイリー）
- 地獄と高潮
- パウダー・リバーの対決
- 百万長者と結婚する方法
- 綱渡りの男
- 荒野の襲撃
- 馬上の男
- セールスマンの死
- 火星超特急
- 東は東
- 戦略爆撃指令